# Henderson (Kentucky)
Pour les articles homonymes, voir Henderson.
La ville de Henderson est le siège du comté de Henderson, dans le Commonwealth du Kentucky, aux États-Unis. Sa population, qui s’élevait à 28 757 habitants lors du recensement de 2010, est estimée à 28 207 habitants en 2019.

## Source
- (en) Cet article est partiellement ou en totalité issu de l’article de Wikipédia en anglais intitulé « Henderson, Kentucky » (voir la liste des auteurs).